# Asadillo de la Mancha
El asadillo de la Mancha (denominado también como asadillo manchego) es un plato tradicional de la cocina castellana cuyo ingrediente principal es el pimiento rojo asado al horno en cazuela de barro. Se trata de un sencillo plato característico de La Mancha que emplea los productos autóctonos. Se sirve caliente como aperitivo o tapa en la misma cazuela de barro que se empleó para su elaboración, se emplea también como acompañamiento de platos de carne.

## Características
El pimiento (ya asado al horno y limpio de piel) en la cazuela suele ir acompañado de cebollas y ajo previamente sofritos y algo dorados, algo de tomate (entero y en salsa de tomate) y se sazona y aromatiza con pimienta negra y/o comino. En la última fase se añade el pimiento morrón. 